# Roanoke (Alabama)
Roanoke város az USA Alabama államában, Randolph megyében. Lakosainak száma 5311 fő (2020. április 1.).

## Népesség
A település népességének változása:

| 2010 | 6 074 |
| 2020 | 5 311 |